# CJMT-DT
CJMT-DT（チャンネル40）は、カナダ・オンタリオ州トロントにあるテレビ局。カナダの多言語ネットワークオムニ・テレビジョンの2つの旗艦放送局の1つである。ロジャーズ・スポーツ&メディアが所有し、姉妹局のオムニアウトレットCFMT-DT（チャンネル47）とCitytvの旗艦局CITY-DT（チャンネル57）と共に運営されている。トロントのダウンタウンにあるヤング＝ダンダス・スクエアの33 ダンダス・ストリート・イーストにあるスタジオを共有し、送信所はCNタワーの頂上にある。

## 歴史
2002年9月16日に開局し、UHFチャネル44で放送した。2004年に、そのチャンネル割り当てをUHFチャンネル69に移動した。CJMTは、独立局のCKXT-TV（チャンネル51、現：廃局）を承認したのと同じプロセスの一環として、カナダ・ラジオテレビ通信委員会（CRTC）によって認可された。コールサインの「J」は、CFMTの「MT」文字（「Multicultural Television（多文化テレビジョン）」の略）を維持する利用可能なコールサインであることを除いて、特に意味はない（CJMT以前、ケベック州シクティミにある現在は廃局したAMラジオ局のコールサインだった）。
2007年10月8日、ロジャーズは2つのオムニ加盟局の運用を545 レイク・ショア・ブールバード・ウェストから33 ダンダス・ストリート・イーストに移転すると発表した。CJMTとCFMTは、2009年10月19日に、前月に同施設に移転したCity旗艦局のCITY-DTと共有する建物に業務を統合した。

## 番組
多文化放送局として、CJMTは南アジア言語（ウルドゥー語やヒンディー語など）の他、北京語、広東語、日本語、韓国語、ソマリ語、パシュトー語で番組を放送している。姉妹局のCFMTと同様に、CJMTも2015年9月25日までシンジケート化された英語の番組を放映した。オリジナルシリーズ『メトロピア』もCJMTで放送され、CFMTで再放送された。2014年、どちらもメインのオムニテレビチャンネルから移動したCBSの深夜トーク番組『レイト・ショー・ウィズ・デイヴィッド・レターマン』と『ザ・レイト・レイト・ショー・ウィズ・クレイグ・ファーガソン』を定期的に同時放送し始めた。その後、両番組が終了し、これらの後継番組は、それぞれグローバルとCTVで放映された。FOXのテレビシリーズ『Empire 成功の代償』第1シーズンも放映された （第2シーズンはCityに移された）。

### スポーツ番組
2007年シーズン中、通常、バンクーバーのスポーツネットとCKVU-DTで放映されたものに代わるもので、CJMTは午後遅くにNFLの試合を放映し始めた。これらの試合は、2008年シーズンの時点でCITY-DTに移動された。これらの試合の権利は、2017年シーズンの時点でCTVによって引き継がれた。2014年シーズン中、スポーツネットとCBSとの同時放送で、いくつかの『サーズデーナイトフットボール』の試合を放映した。
2013年6月27日、CJMTは、台湾のプロ野球選手・王建民によって開始されたトロント・ブルージェイズ・メジャーリーグベースボールの試合を北京語で放送した。このイベントは、カナダで初めてMLBが同言語でテレビ放送された。

### ニュース放送
CJMT-DTは、地元で制作されたニュース番組を毎週5時間（平日：1時間）放送している。CJMTでは、オンタリオ州南部のアジア人層を対象とした2つのローカルニュース番組を北京語と広東語で放送している。
2002年9月16日にCJMTが運用を開始した日にニュース放送を開始し、北京語と南アジア言語のニュース放送と、姉妹局のCFMTから移動した広東語のニュース放送を開始した。南アジア版は以前は週に1回放送され、『サウス・アジアン・ニューズウィーク（South Asian Newsweek）』として知られていた。南アジアのニュース放送は、カルガリーのCJCO-DTとエドモントンのCJEO-DTのCJMTの姉妹放送局での制作業務の停止を含む、ロジャーズ・メディアでの企業の縮小により、2013年6月に終了された。
2017年9月、オムニ・ナショナルの開始に伴い、オムニ2は北京語、広東語、パンジャブ語でニュース番組の制作を開始した。

#### 著名な元放送スタッフ
- スタンリー・ソー（英語版） - 『OMNI News: Cantonese Edition（OMNIニュース:カントニーズ・エディション）』の元アンカー
- ジョセフィン・オー（英語版） - 一般割当リポーター

## 技術情報

### サブチャンネル
| チャンネル | 解像度 | アスペクト比 | ショートネーム | 番組編成                               |
| ---------- | ------ | ------------ | -------------- | -------------------------------------- |
| 40.1       | 1080i  | 16:9         | OMNI 2         | メインCJMT-DT番組/オムニ・テレビジョン |

### アナログからデジタルへの変換
カナダのより大きなテレビ市場のフルパワーテレビ局が、連邦政府の命令の下でアナログ放送からデジタル放送に移行した公式の日付である2011年8月31日に、UHFチャンネル69でのアナログ信号を停止した。この変換は送信所の変更と同時に行われ、ファースト・カナディアン・プレイスのアナログ送信所からロジャーズ・メディアの姉妹局と並んでCNタワーのデジタル送信所に変更された。
デジタル信号は、移行前のUHFチャンネル51のままだった。2012年8月、デジタル信号はCKXT-DTの閉局によりチャンネルが空になった後、UHFチャンネル40に移された。PSIPを使用することで、デジタルテレビ受信機は元々、CJMTの仮想チャンネルを、移行の結果として放送用から削除された高帯域UHFチャンネル（52～69）の1つである以前のUHFアナログチャンネル69として表示していたが、仮想チャンネルは物理デジタルチャンネル40に再マッピングされ、デジタル信号がその周波数に再配置された。

### 送信所
| 放送局    | 放送地域免許 | チャンネル（RF/VC） | ERP   | HAAT             | 送信所座標                                                        |
| --------- | ------------ | ------------------- | ----- | ---------------- | ----------------------------------------------------------------- |
| CJMT-DT-1 | ロンドン     | 20（UHF） 20        | 14 kW | 197.6 m (648 ft) | 北緯42度57分16秒 西経81度21分17秒 / 北緯42.95444度 西経81.35472度 |
| CJMT-DT-2 | オタワ       | 20（UHF） 14        | 15 kW | 202.3 m (664 ft) | 北緯45度13分2秒 西経75度33分49秒 / 北緯45.21722度 西経75.56361度  |